# Cyrtandra crassifolia
Cyrtandra crassifolia là một loài thực vật có hoa trong họ Tai voi. Loài này được (Hillebr.) Rock mô tả khoa học đầu tiên năm 1918.